# Web syndication
Web syndication to zjawisko, w którym pewna część strony internetowej jest udostępniana innej stronie. Ogólnie mówiąc, web syndication odnosi się do tworzenia web feedów ze stron, które udostępniają streszczenie ostatnio dodanych treści (na przykład nowych wiadomości albo postów na forum).
Web syndication rozpowszechnił się w 2001 dzięki stronie Miniclip udostępniającej darmowo gry online. Dziś wiele różnorakich stron korzysta z web syndication. Miliony internetowych gazet, stron komercyjnych oraz blogów publikuje obecnie nagłówki swoich ostatnich wiadomości, ofert produktowych albo tytułów wpisów na blogach w formacie news feed.
Na takiej syndykacji zyskuje zarówno strona dostarczająca informacje, jak i strona je wykorzystująca i wyświetlająca. Druga ze stron w efektywny sposób dodaje ciekawą treść do swojej zawartości, przez co staje się atrakcyjniejsza dla użytkowników. Dla strony transmitującej syndykacja staje się darmową reklamą na wielu platformach jednocześnie, dzięki której generowany jest nowy ruch na stronie.
Mimo iż formatem web syndication mógłby być jakikolwiek protokół transportowany poprzez HTTP, na przykład HTML, najczęściej wykorzystywany jest w tym celu XML. Dwiema najpopularniejszymi formami web syndication jest RSS oraz Atom.